# 이주성 (2002년)
이주성(2002년 6월 23일 ~ )는 대한민국의 축구 선수로, 포지션은 수비수이다.